# ميخائيل أتوود ماسون
ميخائيل أتوود ماسون (بالإنجليزية: Michael Atwood Mason)‏ هو عالم إنسان أمريكي، ولد في 1966.